# Ринкова влада
Ринкова влада — в мікроекономіці та теорії галузевих ринків здатність фірми підвищувати ціну на товар або послугу вище від граничних витрат.
У разі досконалої конкуренції ринкова влада повністю відсутня. Індивідуальні споживачі та фірми приймають ціну на товар чи послугу як даність, тобто ціна є екзогенно заданою. Оскільки ціна при цьому дорівнює граничним витратам, то фірми отримують нульовий економічний прибуток. В умовах недосконалої конкуренції фірми отримують ринкову владу та можливість впливати на ціну. Як наслідок, ціна перевищує граничні витрати, а фірми отримують ненульовий економічний прибуток. Перевищення ціни над граничними витратами є одним із показників, за допомогою якого вимірюється ступінь ринкової влади.

## Причини ринкової влади
Причиною ринкової влади може бути порушення будь-якої з передумов досконалої конкуренції.
1. Ринкову пропозицію формують обмежена кількість фірм, або ринковий попит виявляють обмежена кількість покупців. У цьому випадку кожен з агентів робить істотний внесок у пропозицію та попит. Якщо фірма має значну частку на ринку, то її товар не завжди можна замінити товаром іншої фірми, оскільки загальна кількість товару обмежена. Тому зміна обсягу постачання однієї фірми здатна викликати коливання цін ринку в цілому. Аналогічно, зміна попиту з боку одного великого споживача здатна вплинути на ринкову ціну. Крім того, зниження кількості учасників ринку підвищує ймовірність змови.
2. Неоднорідність товарів, які пропонують різні фірми. Якщо товари є абсолютно взаємозамінними (досконалими субститутами), то споживачеві складно перемкнутися для придбання товарів іншої фірми. Тому фірма може певною мірою підвищувати ціну без зменшення обсягу продажу. Наприклад, однією з форм неоднорідності є лояльність покупців до торгової марки. Неоднорідність також виникає через географічну віддаленість постачальників один від одного.
3. Наявність бар'єрів для входу на ринок призводить до того, що фірми, які мають ринкову владу і вже діють на ринку, можуть отримувати економічний прибуток, не побоюючись входу нових гравців. Якби вхід був вільним, то збільшення пропозиції призвело б до зниження цін.
4. Низька мобільність факторів виробництва ускладнює перехід фірми в галузь, де є економічний прибуток, а отже, обмежує пропозицію товарів і дозволяє тримати ціни високими.
5. Обмежений доступ усіх учасників до інформації про ціни товарів. Нестача інформації може призводити до того, що споживач може сплачувати високу ціну, не знаючи про існування дешевих замінників.

Всі структури ринку, крім досконалої конкуренції, надають фірмам певний ступінь ринкової влади: монополія, олігополія, монополістична конкуренція, монопсонія. Наявність ринкової влади не означає лише здатності, стимулу підвищити ціну. При цьому насправді антимонопольне регулювання може обмежувати зловживання владою.

## Показники ринкової влади
Існують різні показники, що дозволяють судити про ринкову владу. Найзагальнішим показником ринкової влади є перевищення ціни над граничними витратами (коефіцієнт Лернера). Коефіцієнт також дорівнює величині, оберненій до еластичності попиту за ціною:
{\displaystyle L={\frac {P-MC}{P}}=-{\frac {1}{\varepsilon _{d}^{p}}}}
Для оцінки концентрації фірм на ринку використовують також показники з урахуванням ринкових часток фірм. Концентрація не оцінює ступінь ринкової влади, але дозволяє оцінити кількість фірм і розподіл часток ринку між ними. Концентрація великої частки ринку руках небагатьох фірм є передумовою виникнення ринкової влади.
Коефіцієнт концентрації — сумарна частка {\displaystyle M} найбільших фірм:
{\displaystyle I_{m}=\sum _{i=1}^{M}S_{i}}
Індекс Герфіндаля — Гіршмана, що є сумою квадратів ринкових часток всіх фірм:
{\displaystyle HHI=\sum _{i=1}^{N}S_{i}^{2}}

## Наслідки ринкової влади
Перевищення ціни над граничними витратами веде до чистих суспільних втрат. Тому будь-яка форма недосконалої конкуренції є суспільно неефективною: сумарний добробут усіх агентів виявляється меншим. При цьому сумарний добробут може оцінюватися як сума споживчих надлишків та економічного прибутку фірм.
Оскільки наявність ринкової влади може призвести до фіаско ринку, то зусилля держави націлені на досягнення двох цілей: створення конкурентного середовища та запобігання зловживанням ринковою владою. У першому випадку наскільки можна усуваються причини виникнення ринкової влади. У другому випадку, при неможливості домогтися досконалої конкуренції, обмежуються дії фірм, націлені на підвищення цін без пропорційного підвищення обсягу та якості товарів, що продаються.